# Cessna
Pour l’article homonyme, voir Cessna (homonymie).
La société Cessna Aircraft, en abrégé la Cessna, est une entreprise américaine de construction aéronautique dont le siège est à Wichita (Kansas). Propriété de Textron, elle produit aussi bien des monomoteurs légers que des jets d'affaires. Elle est le premier constructeur mondial d’avions en ce qui concerne le nombre d’aéronefs produits.

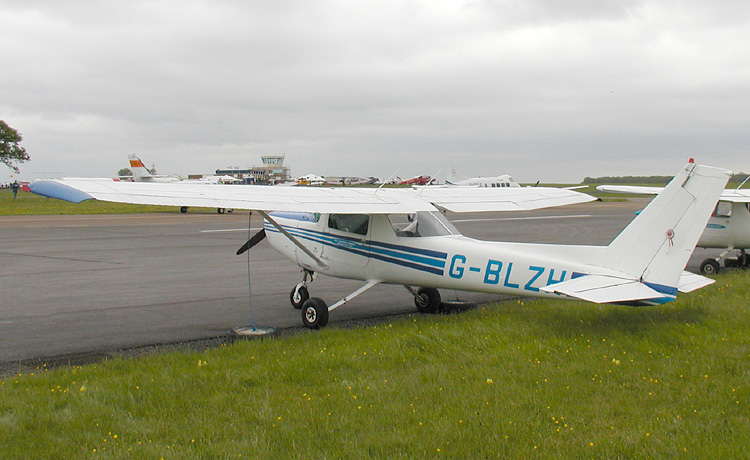
Cessna 152.

## Histoire
Cessna tire son nom de son créateur, Clyde Cessna, un fermier du Kansas (États-Unis) qui construisit son premier avion en bois en 1911.
En 1924, il s'associa avec Walter Herschel Beech et Lloyd Stearman pour créer la société Travel Air Manufacturing. Mais alors que Cessna militait pour la construction d'avions monoplans, ses associés préféraient les biplans. Cette divergence de vue entraîna le départ de Cessna. Il décida de monter sa propre entreprise et créa la société Cessna le 7 septembre 1927 à Wichita.
Au début des années 1930, Cessna se lança avec succès dans la construction d'avions de course. En 1934, un de ses avions s'écrasa et tua son pilote, Roy Liggett. Cette mort affecta profondément Clyde Cessna, qui était un ami proche de Liggett. Il décida de ne plus s'impliquer dans la construction d'avions et retourna dans sa ferme du Kansas, où il mourut 20 ans plus tard, à 74 ans.
La Cessna fut reprise par le neveu de Clyde, Dwayne Wallace, qui resta président jusque dans les années 1970. C'est sous son impulsion, et en conservant la philosophie de son oncle, que furent construits les modèles Cessna 120 (en), Cessna 140, Cessna 170, Cessna 180, Cessna 190 et Cessna 195 dans les années 1940.
En 1956, Cessna conçut le Cessna 172, qui est l'avion de tourisme le plus répandu dans le monde. Il a une vitesse maximale de 225 km/h et il pèse un peu moins de 800 kg. Ses ailes hautes le rendent très stable et dégagent bien la vue du sol. En 1968 sortit le Citation 500, premier jet d'affaires de l'entreprise. En 1978, le Cessna 150, célèbre avion école, fut amélioré pour donner naissance au Cessna 152.
En 1985, la Cessna fut rachetée par General Dynamics, ce qui entraîna l'arrêt quasi total de la construction des monomoteurs à pistons. L'entreprise ne se consacra plus qu'aux jets d'affaires. 
En janvier 1992, General Dynamics céda ses parts à Textron, qui décida de reprendre la production des monomoteurs à pistons. C'est ainsi que les modèles Cessna 172 et Cessna 182 furent améliorés et remis sur le marché.

## Production

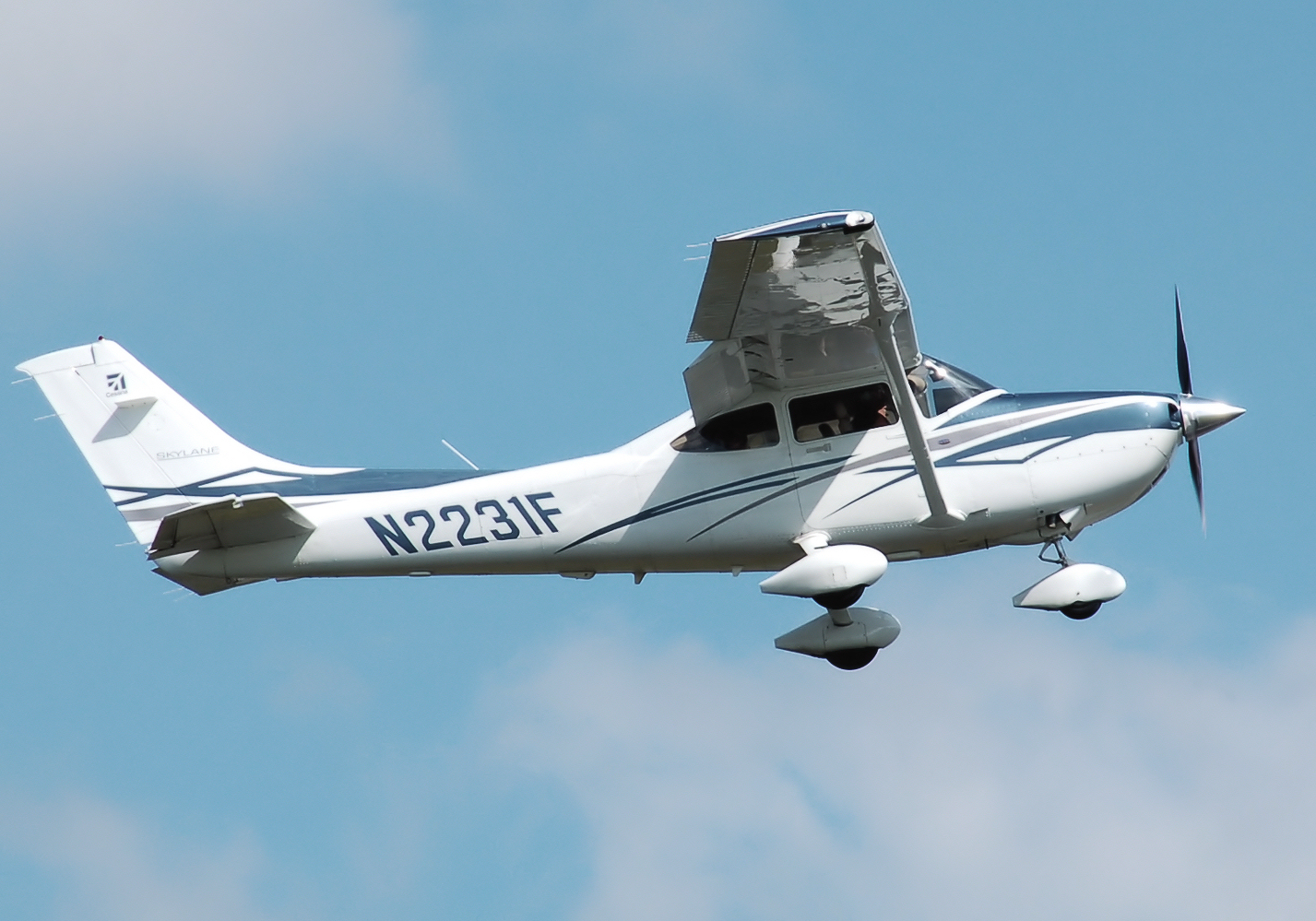
Cessna 182.

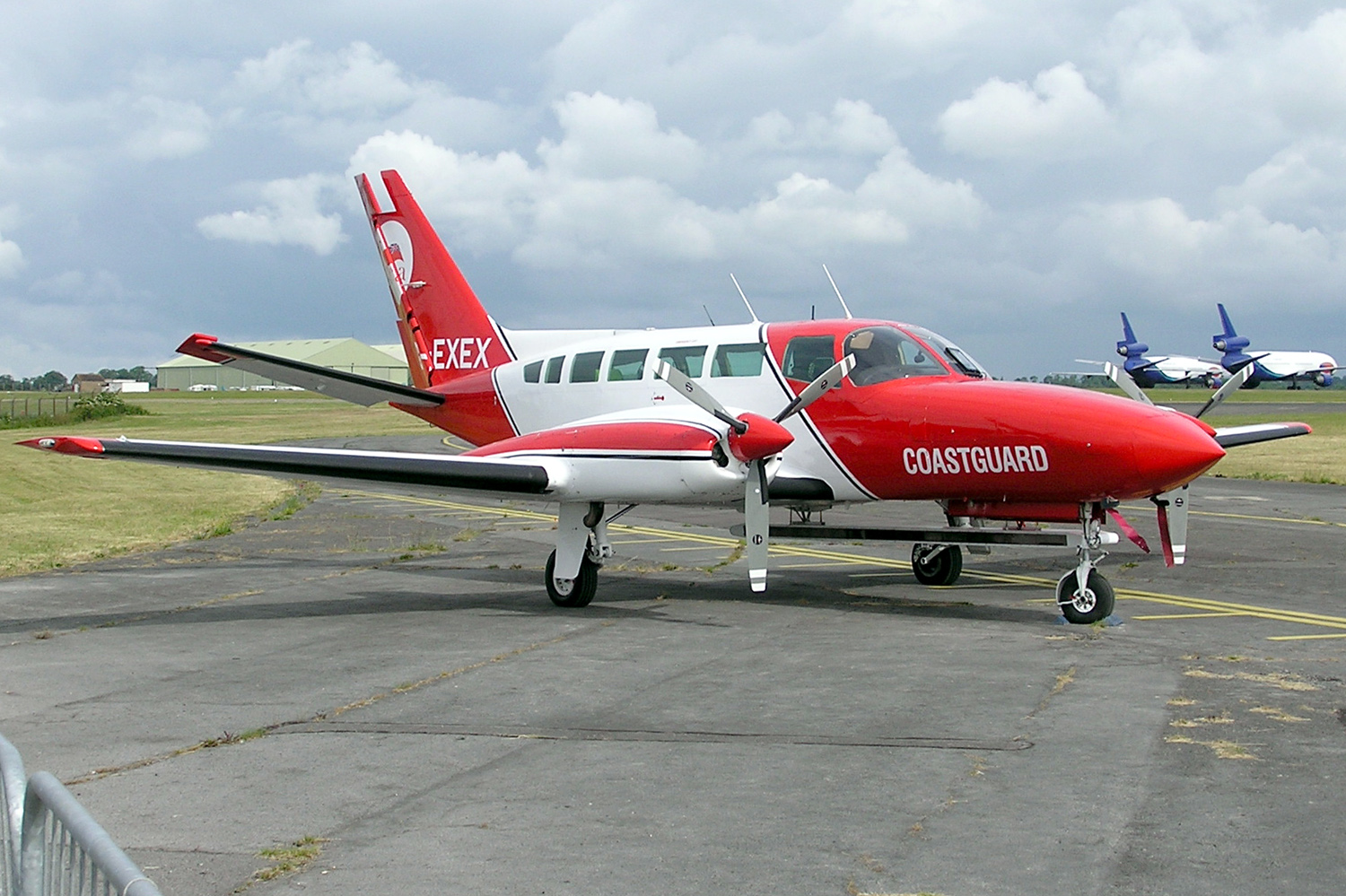
Cessna 404 Titan II.

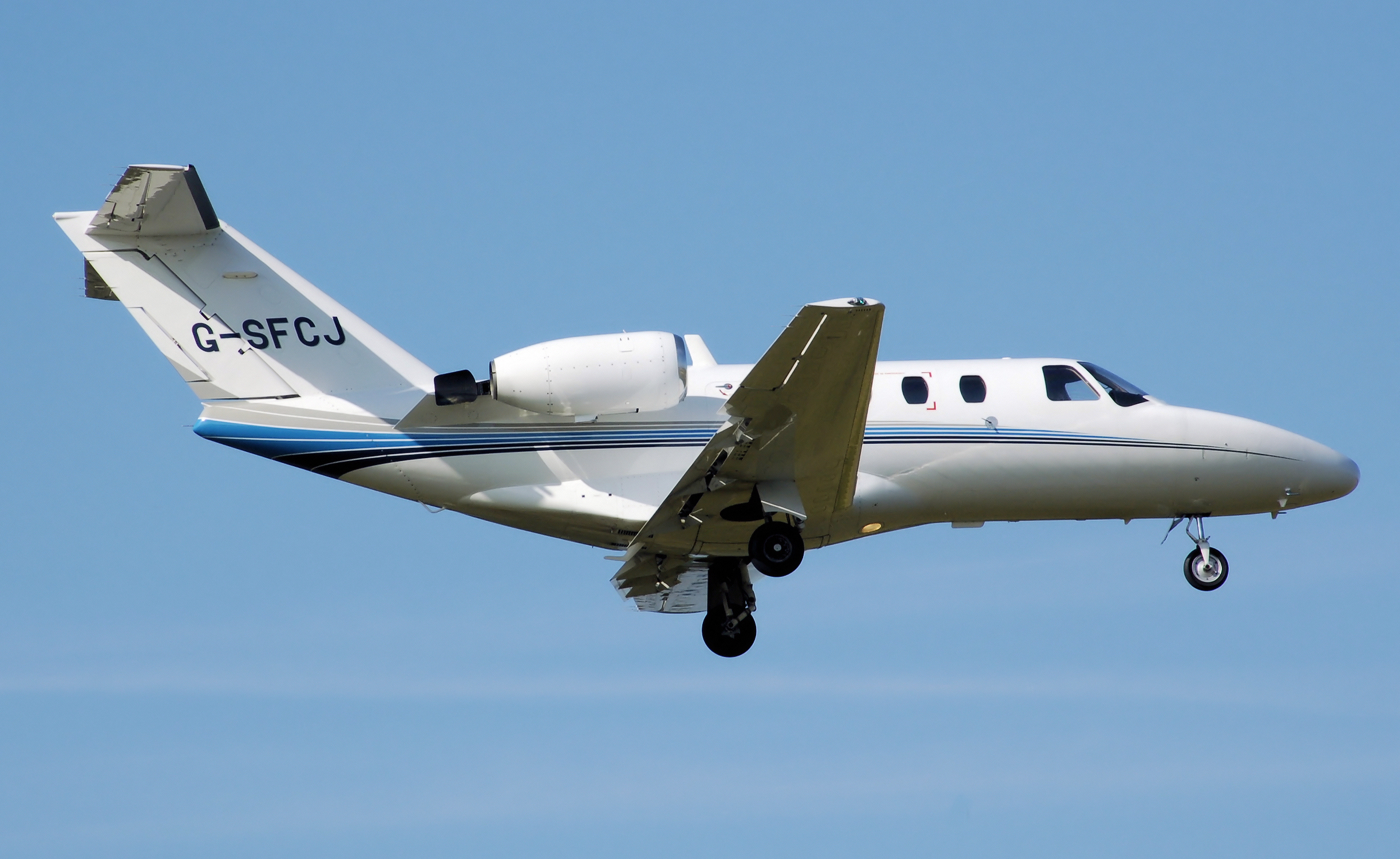
Cessna CitationJet.

Voici la liste des avions construits par Cessna (les avions commercialisés en 2025 sont en gras) :
- Jets d'affaires Citation
  - Citation I-I/SP
  - Citation II-II/SP-SII
  - Citation III-VI-VII
  - Citation V-Ultra-Encore
  - Citation X, X+
  - Citation Excel, XLS, XLS+, Ascend
  - Citation Sovereign, Sovereign+
  - CJ series
    - Citation CJ1, CJ1+, M2, M2 Gen2, M2 Gen3
    - Citation CJ2, CJ2+
    - Citation CJ3, CJ3+, CJ3 Gen2, CJ3 Gen3
    - Citation CJ4, CJ4 Gen2, CJ4 Gen3

  - Citation Mustang
  - Citation Latitude
  - Citation Longitude
  - Citation Hemisphere (annulé)

- Appareils d'entraînement et d'appui au sol
  - Cessna 318/318E
  - Cessna T-37
  - Cessna A-37 Dragonfly
  - Cessna L-19/O-1 Bird Dog

- Turbopropulseurs
  - Cessna 208 Caravan, Grand Caravan EX
  - Cessna 408 SkyCourier[3]

- Monomoteurs à pistons
  - Cessna 140
  - Cessna 150
  - Cessna 152
  - Cessna 162 Skycatcher
  - Cessna 172 Skyhawk
  - Cessna 177 Cardinal
  - Cessna 180 Skywagon
  - Cessna 182 Skylane
  - Cessna 185
  - Cessna 190 / 195 Businessliner
  - Cessna 206 Stationair
  - Cessna 210 Centurion
  - Cessna 400 TTX

- Bimoteurs à pistons
  - Cessna 303 Crusader
  - Cessna 310
  - Cessna 320 Skyknight
  - Cessna 335
  - Cessna 336
  - Cessna 337 Skymaster push-pull
  - Cessna 340
  - Cessna 404
  - Cessna 406
  - Cessna 411
  - Cessna 414
  - Cessna 421 Golden Eagle

- Quadrimoteurs à pistons
  - Cessna 620